# ضریب دوجمله‌ای
در ریاضیات هریک از اعداد صحیح که به صورت ضریب در بسط دوجمله‌ای ظاهر می‌شوند را ضریب دوجمله‌ای می‌گویند.
مقدار این ضریب توسط فرمول زیر محاسبه می‌شود:
{\displaystyle {\binom {n}{k}}={\frac {n!}{k!\,(n-k)!}}\quad {\text{for }}\ 0\leq k\leq n,}
با تنظیم این ضرایب به صورت یک آرایه مثلثی، مثلث خیام پاسکال به وجود می‌آید.

به‌دست آوردن ضریب دوجمله‌ای از روی مثلث خیام.

بسط دوجمله‌ای تا توان چهارم.